# 超時空世紀オーガス
『超時空世紀オーガス』（ちょうじくうせいきオーガス）は、1983年7月3日から1984年4月8日まで、毎日放送を制作局としてTBS系各局で放送されたSFアニメ（ロボットアニメ）である。放送時間は、毎週日曜14:00 ‐14:30（JST）。全35話。
本項では、全6話構成のOVA作品として1993年から制作・販売された続編『超時空世紀オーガス02』（ちょうじくうせいきオーガスツー）についても記述する。

## 作品解説
| 通番  | 題名                   | 放映期間               |
| ----- | ---------------------- | ---------------------- |
| 第1作 | 超時空要塞マクロス     | 1982年10月 〜1983年6月 |
| 第2作 | 超時空世紀オーガス     | 1983年7月 〜1984年4月  |
| 第3作 | 超時空騎団サザンクロス | 1984年4月 〜1984年9月  |

大ヒット作『超時空要塞マクロス』の後番組として製作された、「超時空シリーズ」第二作。スタジオぬえ、アートランドに在籍していた各スタッフ（石黒昇、宮武一貴など）が『マクロス』に引き続き登板したが、『マクロス』製作の中心的人物であり、同作の劇場版の監督に就任した河森正治は本作には参加していない。制作は、前作のタツノコプロから東京ムービー新社に交代。
放送当時はマクロスの近未来に関連する作品ともいわれたが、マクロスの後継作（マクロスシリーズ）登場後、その解釈は希薄になっている。このことに関してはこれまで公には否定も肯定もされないままだった。なお、オーガスの世界では2050年代末より統合軍分裂戦争が勃発する設定となっている（ブロンコIIの項目も参照）。
その後、スタジオぬえが近年改訂した、マクロス歴史年表によれば、1995年、『未知の時空震によって、銀河系の時間軸が複数に分岐』とあり、本作品は『「ASS-1」こと「マクロス」が地球に落下して来なかった世界での、未来の出来事』と規定されることになった。このため、新中州重工他のマクロス世界の企業名や事象名が登場することについては、今後スタッフ公式にも一種の平行世界として説明されることとなる。
元々の企画がSFパロディーだったマクロスに比べ、スタジオぬえの本領である本格的なSFテイストの設定で、タイムトラベル、平行世界、軌道エレベータなどのSF要素が盛り込まれている。
異世界風のメカニックコンセプトを宮武一貴が創出し、同時期の『聖戦士ダンバイン』と並んで宮武デザインの代表作となった。メカデザインは当初石津泰志が単独で手がける予定だったが、その作業が大幅に遅れたため宮武がメインとなったという裏話がある。当時宮武は『ダンバイン』に加えて『マクロス』劇場版で初監督を務める河森正治のサポートという形でメカデザインも手がけていたが、家庭の事情で自宅を離れられない状況となっており『オーガス』の作業が回ってきた事で完全なオーバーワークになっていたという。結果的にスタジオぬえの会社的な事情も考慮して宮武は『ダンバイン』をごく初期で降り、『マクロス』の作業終了後は『オーガス』に全力投入する事となる。
宮武は本作のメカデザインにおいて、セオリーとは逆に「味方側メカを曲線的に、敵側メカを直線的に」デザインする試みを行っており、さらに番組後半には敵側にも主役メカと同クラスの変形機構や戦闘能力を持つメカ「ナイキック」を登場させている。しかしこうした試みは結果的に後述の玩具・プラモデルなどのスポンサー商品の売り上げ不振という結果を招き、さらには後述の通り、スポンサーの一社のタカトクトイスの倒産の一因ともなった。
マクロスの海外翻案版である『ROBOTECH』において、マクロスの後に『超時空騎団サザンクロス』『機甲創世記モスピーダ』がリンクされているが、本作は含まれていない。これは、製作元の違いが主な理由である。

## ストーリー
西暦2062年、地球は軌道エレベータの所有権を巡り、2つの陣営に分かれて争っていた。桂木桂（かつらぎ けい）の所属する自由宇宙軍（フリーダム・スペース・コープス）は最新のD兵器・時空震動弾を用いて軌道エレベータのエネルギープラント破壊作戦を敢行する。だが、相手陣営の抵抗が激しく撤退せざるを得ない状況になり、憤慨した桂は未調整のため起爆を中止して破壊命令が下った時空震動弾を独断で作動させてしまう。その結果、暴走した時空震動弾により時空は混乱し、世界は相剋界（そうこくかい）に包まれあらゆる多元世界の混じったパッチワークのような世界、「混乱時空」と化した。そして桂自身も時空転移に巻き込まれ、時空振動弾破裂の20年後、混乱時空世紀20年（西暦でいえば2082年）の世界に飛ばされてしまった。
桂はエマーン人の隊商に拾われ行動を共にするが、混乱時空修復の鍵となる「特異点」とみなされ、各勢力の争奪戦にさらされる身となる。さらに、もう一人の特異点、オルソンはチラムのエースパイロットとして桂の前に立ちはだかる。過去と現在が複雑に絡み合う中、時空再生に向かって桂木桂はオーガスを駆る。

## 作品世界

### 混乱時空と相剋界
桂が作動させた時空振動弾の影響で時空境界が損傷し、地球上に並行世界が複数混在するようになってしまった混乱世界。桂の所属していたかつての地球の主だった人類（チラム人）を始め、人間そっくりなエマーン人・バラゴン人・アトランタ人など様々な多次元世界の種族が存在し、それぞれの勢力圏を築いている。大陸の陥没で地形を大きく変動させた時空の混乱はなお続いており、ランダムに発生する転移現象により地域が遠く離れた別の場所と入れ替わる事件がしばしば発生する。さらに空には海抜150メートルに時空の歪みの層「相剋界」が存在している。相剋界へ航空機などが突入すると猛烈な時空干渉作用が起きて大ダメージを受けるため、上昇を阻む壁となっている。高空に抜ける手段はただ一つ、時空変換装置を伴い、軌道エレベータの内部を通るしかない。
相剋界に覆われたことで温室効果により気温が上昇し、遠からず全ての生命が死滅する可能性が高いと予測されており、時空正常化が急務となっている。まれに相剋界がレンズとなって局地的に太陽光が集中することもあり、その場合は一帯が焼け野原になってしまう。相剋界を抜けた高空にある「大特異点」に特異点（桂とオルソン）が接触すれば時空の混乱が解消できると推測されており、各勢力はそれぞれの思惑で特異点奪取を目指す。一方で、チラムは特異点を必要とせず、再度の機械的な時空振動で修復を図る「D計画」を考案していた。
以下に各国家の特徴を記す。メカニックの特徴については「登場メカニック」参照のこと。なお、本作に登場する機動兵器などのビークル類は「デバイス」と総称される。
エマーン
現在のタイ付近に本拠を構えると設定された国家。赤道近くに位置するため、混乱時空世紀の気候変動の影響が甚だしく、町全体が常に空調のかかった巨大なドームに覆われ、ドーム間の通行もパイプラインによっている。戦いの神が存在しないなど平和的な種属で荒事は不得手だが、ムーを除けば本作中の国家の中で技術が一番発達しており、商品を他国家に交易することで莫大な利益を上げている。シャイアの「グローマ」はそのための交易船の一つだった。政治体制としてはラース、トーブなどいくつかの貴族的名家による合議制を取っている。
エマーン人は地球人（チラム人）によく似ているが、腰までの長さの触角（触手）が女性は2本、男性は1本、後頭部から生えている。この触角は、本人の意思で動かすこともできるが、大抵は感情に応じて勝手に動く。重量物を持ち上げたりするほどの力はなく、特に意味のない退化器官（ただしオーガスの製作中に精密作業を行っているらしきシーンもある）であり、チラムなどにスパイとして潜入している者は外科手術によって切除してしまっている。
エマーン人女性の妊娠可能な期間は17歳までで、それを越えると数回の高熱を発して生殖能力を失うとされる。その期間を過ぎた女性は、スレイ曰く女でも男でもない生き物に変わり、エマーン人男性の恋愛対象にならず、また性的羞恥心が失われてしまうため、シャイアが桂の前で平気で裸になっていたこともある。短い期間で大勢の子孫を残すため、子供はたいがい双子で誕生する。受精卵の着床も非常に早く、桂と逢引したミムジィは一時間も満たずに受精、妊娠した。
女系社会であり、代々の当主は女性と定められている。これはエマーン人の出生率が男1対女2という「女余り状態」で女性の方が社会的に強いためである。しかし結婚となれば話は別で、妊娠期間の短さもあって数の少ない男性側の「売り手市場」である。シャイアは双子の妹・マニーシャに結婚相手を譲るために、交易船に乗ってエマーン本国を離れている。
チラム
D兵器が使用されるまでは、桂たちのいた「地球」だった文明圏。混乱時空になってからは「チラ」（第4話でミムジィが「チラム人にとっては、チラが地球」だと述べている）、もしくは「チラム」と呼ばれる（第15話で「チラムのチラはテラからの転訛」とオルソンが明言している）。
実際世界のアメリカ合衆国付近に立地すると設定された国。かつては議会制を敷いていたようだが、混乱時空20年時においては議会は廃止されていたようで、完全軍事国家体制だった。これは後述する隣国「ムー」からの軍事的圧迫のため、国家総動員体制を敷かざるを得ない状況に追い込まれていたからである。素行の悪い将兵も多く、力ずくで桂の身柄を奪おうとして平和条約を結んでいるはずのエマーンを恫喝するなど強引な振る舞いが目立った。国家トップは「総裁」と呼ばれる。軍人は額に三角形の階級章をつける外見上の特徴がある（総裁もつけている）。
ドラマ中ではチラム軍の駐屯地はよく登場したものの、チラム本国の状況は作戦会議室とD兵器の他は、過去のシーンとムーの転移攻撃に晒される一回しか登場したことがなく、現在の一般の町や国民の詳細な状況は不明である。また女性軍人の描写はアテナ・ヘンダーソンの他は第28話での人質交換時の人員やアテナの同僚パイロットなどのいくつかにとどまる。
ムー
ムー大陸がネーミングの由来である。太平洋中心に巨大な大陸があり、そこに立地していると設定されている。モーム、戦闘ロボット“大尉”らを「生産」した本国でもある。ムウと表記されることもある。
混乱時空になる以前は人手不足を高度な技術力を駆使して作ったロボットで補填していた高度な文明があったが、ある時ロボットを生産していた中枢コンピューターが暴走し、ロボットにより人間は全員虐殺されて、現在は中枢コンピューターの作る戦闘ロボットだけが増産され周囲を攻撃しているという、完全な機械の機械による軍事「国家」である。「国是」は「非論理的な存在である生命体を全て抹殺する」であり、ムー本国はロボットを生産するピラミッド状の中枢コンピューター兼工場以外はがれきの山と化しており、殺す人間のなくなった戦闘ロボットはわずかに残ったヒューマノイドタイプのロボットを手慰みに「殺して」いた。そうした行動をモームと大尉は、人間の存在を排除しても何処かで依存せざるをえない心理ではないかと思料していた。
混乱時空20年時にはチラムを全滅すべく総攻撃をかけていた。ロボットであるため温暖化は他の勢力ほど切迫した問題ではなく、むしろ人間を死滅させる手段に利用しようとして他の勢力の時空修復計画を妨害する。チラムが「D計画」など時空修復計画に一番熱心だったのは時空を修復することでムーを全滅させる作戦を練っていたからである。
時空転移現象を解析し、地上のあらゆる場所へ任意でムーの兵団を送り込むワープ転移装置を開発。各地に無差別攻撃を仕掛けている。ただし、これは相剋界に包まれた地球内でしか作動しない。
続編『オーガス02』の舞台は、TVシリーズ最終話の時空再構成の際に軌道エレベータやデバイスと共に取り残されたパラレルワールドのひとつで、ムーに相当する場所の過去らしい。“大尉”によれば、このまま時が進めばデバイスのような機械を生み出す未来に到達するらしいが、時空再構成時の影響から時間を飛び越えて過去の時代に存在し、その世界の地中から、TVシリーズに登場した兵器が発掘され、「アーマー」などの兵器として利用されている。また発掘された兵器類の中にはTVシリーズの時空再構成の以前の時代に破棄された兵器類もある。
その他
アトランタ
中南米のメキシコあたり（あるいはカリブ海）にあると設定された地域。住民の姿形は地球人との差異は特にない。エマーンから購入した文明の利器も持っているが、概して現代の南米やアフリカの田舎に近い生活を送っている。3千年ほど前は大変高度な文明を築き上げていたらしく、150メートルの高さの相剋界まで達する巨大遺跡が点在している。語源は伝説の大陸アトランティスから。チラム軍に人質をとられ、事実上の支配下におかれていたが、桂の介入で解放される。1 - 5話に登場したのみで、その後の動向は不明。
ファンシィ
フランスあたりに設定された王国（後に共和国）。首都は「パラ」。「マリアン・トワネット」なるマリー・アントワネットがモデルとおぼしき女王がメアリ1世並の暴政を敷いていたが、桂をはじめとするグローマの介入で革命を成功させる。革命のリーダーの名前は「ジャンヌ・ダーク」。その後ジャンヌが首相となり、彼女主導の元で政治の建て直しが行われたと見られる。エマーンとはまた異なった女系社会であり、作中男は殆ど登場しなかった。一時エマーンとチラム双方から追われるグローマをかくまい、中立を保っていた。
モズク族
ヨーロッパを移動するグローマが遭遇した山賊。姿は騎馬に乗った中世のバイキングさながらで、武装も斧や弓矢の他、せいぜい手投げ爆弾程度で、雄叫びを上げながら斧で船体を乱打するなどエマーンから見れば野蛮人同然だが、高度限界を利用して高原を襲撃ポイントに選び、果敢にも鉤縄で船体にとりつきエンジンを狙って不時着に追い込み、オーガスやモラーバのコクピットを優先的に破壊するなど戦術的嗅覚は侮れず、スレイに重傷を与えるなどグローマに大きなダメージを与えた。
しかし、ジャビーを使って威嚇する窮余の作戦が当たり、ジャビーを見て「火を噴く悪魔が現れた」と恐慌して退散した。

### 時空震動弾
物語の始め、桂木桂とオルソンの居た世界で開発された自由宇宙軍（フリーダム・スペース・コープス）の兵器「ディメンショナル・ウェポン」。ABC兵器（核兵器、生物兵器、化学兵器）に次ぎ、通称「D兵器」と呼ばれる。効果範囲内の対象を別の時空へと吹き飛ばす次元兵器。
当初敵国との軌道エレベータの所有権を巡り、時空震動弾を用いて軌道エレベータのエネルギープラント破壊作戦を敢行するが、元々空想上の理論でしか確立されていなかった。実戦における初の起爆であるにもかかわらず、桂木桂の手で未調整のまま作動させてしまった結果、暴走した時空震動弾は周囲の並行世界をも巻き込み、混乱時空を生み出した。
発動時のあまりのエネルギーに、切り取られた一瞬の過去、暴走時に間近にいた桂とオルソンからもう一人の自分「発動前の人格=ドッペルゲンガー」を発現させてしまい、共に軌道エレベータの頂上の宇宙空間へ飛ばされて、本来「一人」であるはずの存在が「二人」になったために、時空が混乱した。最終回では大特異点＝発動時の一瞬の過去の世界で、桂とオルソンの発動直後の人格が遭遇し「奴らを排除しなければ、どうしようもないのか」と覚悟を決めた桂とオルソンは、時空修復を果たすべく、各々もう一人の己自身へ銃を向ける。
『オーガス02』の世界では、桂とオルソンが時空修復を何とか成功させたものの、完全ではなかったので、生き残って同じ時代に飛ばされた大尉が長い時をかけて時空震動弾を建造、再稼動させた。

### 軌道エレベーター
桂とオルソンの居た世界で建造された宇宙空間へと繋がっている超巨大建造物で、エレベーターを使用する事で極めて低コストで宇宙空間へと行く事が出来る。全長約8万km、高度4万kmにはスペースアイランド、途中には中継ステーションが複数ある模様。外壁には自衛用として多数のビーム砲が装備され、ミサイルを迎撃していた。物語当初、敵国との軌道エレベータの所有権を巡り、桂とオルソンの所属する自由宇宙軍（フリーダム・スペース・コープス）が時空震動弾を用いて軌道エレベータのエネルギープラント破壊作戦を敢行するが、未調整のまま起動させてしまったために頂上の宇宙空間に『大特異点』を作ってしまった。
最終決戦時には度重なる時空転移と老朽化により中腹部分より崩壊する。最後、桂とオルソンが大特異点へ突入する際は時空変換装置に乗り込み、高度4万km以下に存在する中継ステーションから宇宙空間へ飛び出し、スペースアイランドが大特異点に衝突する直前に大特異点に突入し、時空創造を行うことが出来た。
『オーガス02』の世界では、ムーのロボットの残党の勢力地域「テリトリー」に点在しており、あまりの兵力に近づけないでいる。生き残って同じ時代に飛ばされた大尉が崩落した中腹部分の頂上にラボを建造、時空振動弾とオーガス02を200年かけて建造しており、オーガス02でしか侵入できない。

### 慣性制御システム
エマーン界で開発された技術。反重力システムを発展させた物で、物体の慣性を限りなく零に近づける（物理的に近似値であり「0」そのものにはならない）ことで、わずかな力（推力）を加えるだけで、移動機械は飛躍的な移動性を確保出来る。大気圏内では空気抵抗があるため理想値とはならないが、これによりグローマの吹きさらしの発着デッキにアーム一本で艦載機を縣吊したり、慣性制御を最大値にした場合オーガスを2人で引きずって移動させることも可能だった（第5話）。また、上記技術の応用で機動時の重力加速度をかなりの程度まで軽減できる。
これらの技術は混乱世紀以降、チラムにも「商品」として提供され、イシュキックやイシュフォーンなどの第三世代ガウォーク以降の基本技術として組み込まれていく。また「ムウ」のシステムはエマーンの物と異なり、周囲の物理法則を書き換えて移動する推進技術で、従来のジェットエンジンなどの推力装置を必要としない。また加速度低減も上記慣性制御より積極的に物理法則に干渉出来るため、エマーンの技術に較べて一日の長がある。

## 登場人物
グローマ・ファクトリー / チラム / エマーン / その他の登場人物
登場人物の名前の一部はジャバウォックの詩より採られたものである。（例 - ミムジィ・ラース、モーム、ジャビー）

### グローマ・ファクトリー
桂木 桂（かつらぎ けい）
声 - 速水奨
本作の主人公。地球人のフリーダム・スペース・コープスの戦闘機パイロット（少尉）。友軍に多数の犠牲を払いながら作戦中止命令が下ったことに納得できず、独断で時空震動弾を起爆させたことにより時空破壊を引き起こしたばかりか、自身が混乱時空の元凶である「特異点」として各陣営から狙われることとなる。時空破壊の余波で20年後の世界に飛ばされ、たまたま通りかかったシャイア率いるエマーンの隊商に拾われて、オーガスのパイロットとなる。
スケベで女性関係に節操のないマイペースな自由人だが、パイロットとしての腕は天才的で、エマーンの技術を使ったモラーバやオーガスをいとも簡単に乗りこなした。中盤以降は自ら招いた時空混乱の責任を負い行動する。
企画段階では桂木鎧（かつらぎがい）という名前だったが、ルックスとの乖離が大きかったため変更された。また当時のアニメ雑誌の新番組紹介記事では、「桂木陽（かつらぎよう）」および「スレイ・G・パラダイン」の名前が使われていたこともある。
ミムジィ・ラース
声 - 佐々木るん / 佐久間紅美（『スーパーロボット大戦Z』）
ブラウンのストレートヘアを持つエマーン人の少女。17歳。ファクトリーの一員でスレイと婚約していたが、時空移動をしてきた桂と関わり強く惹かれていく。妊娠期限が迫っており、恋の板挟みに悩む。エマーン本国有数の名家、ラース家の次期後継者だった。ラース家はシャイアの実家、トーブ家と微妙な対立関係にあったという。
性格は活発で積極的。戦闘用デバイスに搭乗することはほとんど無かったが、むしろモズク族の襲撃時や、アテナの銃を撃ち落とすなど生身での立ち回りで活躍した。ファンシィではエマーン人らしく商機を逃さない判断力で、ジャンヌら反政府勢力との交渉の糸口を掴む。桂とはその軽薄さとカルチャーギャップが相まって当初は衝突するが、後に結ばれ、妊娠。最終回の描写から後に彼の子を産んだとされる。最終回の結末部では、様々な可能性の人生を送る彼女の様子が描かれていた。
続編の『オーガス02』では彼女がひとり別の世界に飛ばされたような描写があるが、これはTVシリーズ最終回の時空再構成の後に無数の存在に分裂した彼女の内のひとりが「02」の世界の過去（＝再構成から取り残された世界におけるチラムに相当する場所）に飛ばされている様子を描いている。そこで生まれた桂との子が触手を持つ少女ナタルマの祖先となる。
シャイア・トーブ
声 - 滝沢久美子
赤毛のエマーン人女性。グローマ・ファクトリーのリーダー。トーブ・インダストリアル・ファミリーというグループに属し、グローマの面々はシャイア・サブ・ファクトリーとも呼ばれる工業集団だった。そのため戦闘能力は低いが、ドリファンドやオーガロイドの修理・改造等に能力を発揮し、グローマ内の限られた設備でオーガスをカスタムメイドで完成させ桂に舌を巻かせた。妊娠期限をすでに終えているため、桂と混浴しても意に介さないが、劇中後半にはチラムの総裁に恋愛感情を抱いているかの如き描写もある。
信頼されるリーダーではあるが些か優柔不断かつ思慮に欠ける所があり、ファクトリーの面々には「ミムジィがいないとちょっと頼りない」と言われる事もある。しかし、桂を巡ってマニーシャと対立した時は毅然とした態度を見せた。
スレイ
声 - 三橋洋一（後の橋本晃一）
ミムジィの婚約者だったが、大人しい性格が災いして桂の介入を許し、三角関係に陥る。エマーン人の常として荒事は苦手だが、彼女を振り向かせようとファクトリーの貴重な男手として戦闘に参加。グローマをチラムの攻撃から救うため、カスピ・クレーターで囮役を買って出る。この時、桂の出現以来すれ違いが生じていたミムジィとの距離がかつてないほど縮まるが、彼女のために戦いを決意し死を覚悟したことで、ミムジィに悲しみを負わせたくないという理由から身を引くと決め、同じく志願した桂を「君が死んだらミムジィが悲しむ」と制止した。
囮役のディーで出撃し、死亡したと思われていたが（第13話）、ワルシャワの手前で生還する（第17話）。しかし折悪しくミムジィは生理現象の発熱で昏倒していた。高熱によるせん妄と、それまでの自分でなくなってしまう恐怖の中、ミムジィがうわ言で救いを求めたのはスレイであった。その声を聞いたスレイは、彼女の意識が戻る前にオーガスIIで出撃し、追っ手の艦に特攻をかけて戦死する（第17話）。ミムジィの名を呼ぶ際に他の者がミム「ジィ」と濁音で発音するのに対し彼だけはミム「ズィ」と美濁音で発音している。
初期設定では「スレイ・G・パラダイン」というフルネームが設定されていたが、これは既に述べたように主人公「桂木桂」の初期設定名称のひとつでもある。淡緑色の髪を持つ。
マーイ
声 - 花咲きよみ
ファクトリーの一員。おてんばで勝気なエマーン人の少女。リーアとは双子である。長く青いストレートヘアに左目下の泣きぼくろが特徴。赤いモラーバに乗る。パイロットとしては素人同然だったが、リーア共々、チラムとの実戦を経る内に腕を上げ、エマーン本国に帰還する頃にはエース級と呼べるまでに成長していた。
名前の由来はイマイから来ている。
リーア
声 - 坂本千夏
マーイとは双子。ブラウンの短髪に、丸眼鏡をかけている少女。身近にミムジィという例を見ているために、姉妹共々「男を知らぬ嫁き遅れ」になる事に危機感を抱いている。黄色いモラーバに乗る。戦闘要員として活動するが、姉妹のファクトリーでの主な仕事は売り娘である。
パプティ
声 - 高田由美
ファクトリーの一員。チラム軍との交戦で夫を亡くし、気丈にヴィーとロームという双子の赤ん坊を育てる。常に両手に子供を抱いて行動している。チラムとの交渉の際には、赤子共々、人質交換要員となる。グローマの砲撃手を務め、最終決戦では片手に赤子を抱き、足でゆりかごを揺らしながらりロータリーキャノンで射撃を行う。
リーグ
声 - 大山高男
エマーン人の男性。ファクトリーの技術リーダーでオーガスの設計者。エマーン界屈指のエンジニア。劇中の台詞によると独身。隊商の安全を巡ってスレイと共に桂に下船を要求して衝突したことがある。終盤ではチラムの科学者と共に時空変換装置の開発に加わる。
ゴーヴ
声 - 北村弘一
エマーン人の男性。商魂たくましい老人。オーガス命名の際は「ギャモン」にすべきと主張。終盤にミムジィが妊娠した際も「名前は今度こそギャモン」とこだわりを見せる。親しみを込めて桂からは「じいさん」と呼ばれる。
モーム
声 - 室井深雪（後の深雪さなえ）
人工生命による戦闘国家「ムー」製の人造人間。緑の髪が特徴。アンテナなどのロボット的記号を一切持たない人間の少女そのもののデザインであり、表情や情緒面も人間とまったく変わらないが、同年代の少女よりもバストが大きめで、胸元にメンテナンスハッチがある。
アトランタ人の店で桂に「私を買ってください」と声をかけ、人身売買と間違えた桂木桂が店主に掴み掛かる一幕もあったが、結局、桂がミムジィにおねだりする形で購入され、ファクトリーの一員となる（ミムジィ曰く「腕に抜け癖がある」などとして値切られていた）。このために、購入者である桂を「ご主人様」や「桂（けい）様」と呼び、恩人以上の感情を持っている節が見える。同じムーの機械に対する親近感から、大破していた大尉をジャンクパーツを集めて修復・再起動させたが、彼女自身は現在のムーの機械群と違って人間に対する害意は持っていない。
放送中はメインヒロインのミムジィよりも人気が高く、放送後初期に発売されたオリジナル編集版ビデオソフトは「モームの夢」というタイトルとなっていた。本来の用途は看護婦だが、掃除洗濯などの家事全般や機械修理、果てはデバイスによる戦闘すらこなす。まだ配線の接続が完了していなかった状態で初出撃したオーガスに取り付いて修理した。かつてのムーでは同系機が大量生産されていたと考えられ、アニメのムックにはたくさんのモームが登場するイラストもあった。また、モームとほぼ同型の機体（髪型や髪色は異なる）がムーで人間の代わりに狩られる描写もあった。
バッテリーが充電や交換が出来ないため、寿命（稼働時間）が限られていた。軌道エレベータでの決戦の際、ムーのロボットから妊娠中のミムジィを守るために、破損したディモーラのビームガンへ自分の残り少ないバッテリーを接続して使用。最後は桂の腕の中で機能を停止した後、軌道エレベータ途中の宇宙空間へ葬られた。
TVシリーズ最終回の時空再構成後の可能性の一つとして、モームが人間（エマーン人）として桂と結ばれる未来が描かれている。
ジャビー
声 - 銀河万丈
直立した巨大なトカゲのような姿だが、チラムやエマーンといったヒューマノイドとは別の進化を遂げた平行世界上の地球人（竜族）で、穏やかで冷静な性格。ただし回想では浮気性な面も見せている。グローマに同行しながら生き別れになった恋人リップルを探していたが、ストーリー終盤に発見した故郷は温暖化の影響で滅びていた（第32話）。裸体に何らかの白い機器をベルトで身に付けている。体色は茶色。
超感覚を持ち、桂にアドバイスをする。オーガスの名付け親。何らかの特殊な器官が尾にあり、時空転移を予知したり、桂木桂が大特異点に到着したことを察知したりした。グローマでは不本意ながら客寄せの見世物として喉に火炎放射器を仕込み、世にも珍しい「ドラゴン」として火を吐くのが仕事である。
大尉
声 - 屋良有作 / 堀之紀（『オーガス02』）
ムーの重ロボット兵。体色は緑地に黄色。モームに拾われ修理された後、行動を共にする（第9話）。ムーの機械が人間に反逆する前の時代から転移してきたため人間に対する害意を持っていないものの、「わしの出る幕ではない」と戦闘ロボでありながら出撃を拒否することが多く、当初は役立たずかと思われていたが、モームに乞われてしぶしぶ出撃した際には「大規模破壊用」と豪語する威力を発揮していともたやすく多数のチラムのデバイスを破壊する。
物語の後半、グローマがムーと敵対する情勢に向かう中で葛藤した末、一度ムーに帰還するが、現在のムーのあり方に疑問を持ち、「人間の足りないところをロボットが補うのだ」と結論する（第30話）。終盤では軌道エレベータで桂とオルソンを上階へ向わせるために身を挺して入り口を守ったが、多勢に無勢の状況でムーの一斉射撃を受けて力尽きる。
OVA『オーガス02』での活躍は「登場人物（オーガス02）」を参照。
名称不明のメンバーたち
桂と遭遇して以来、度重なるチラム軍の襲撃により、特に戦闘にも不慣れであった物語序盤にパプティの夫をはじめ少なからぬ仲間が戦死している。このため、元凶ともいうべき桂と他のメンバーとの間に軋轢が起きたこともある。

### チラム
オルソン・D・ヴェルヌ
声 - 鈴置洋孝 / 堀内賢雄（「スーパーロボット大戦シリーズ」『Another Century's Episode:R』）
桂の士官学校からの親友で、フリーダム・スペース・コープスでもコンビを組んでいた。桂とともに時空混乱に巻き込まれ第二の特異点となったが、桂よりも5年早く15年後の世界に飛ばされた。混乱時空となったこの世界に残った地球人勢力チラムの特務少将となる。桂が20年後へ時空転移してきたため、再会時は桂よりも5歳年上となっていた。
ロベルト、ヘンリーの上訴により大尉に降格された後に軍を脱走（第14話）。桂とともに大特異点を目指し、時空の混乱を収拾しようと試みた。桂と無二の親友ながら対照的に真面目な性格で、自由奔放な桂をフォローする面倒見の良い人物。一方それゆえに、チラムへの愛国心や全世界の命運を左右する責任感から自他に犠牲を伴う苛烈な選択を下し、そのために桂とも衝突するが、人々との出会いを経て、より大きな範囲で地球そのものを救うと考えを改め、桂と心を一つにする。
アテナ・ヘンダーソン
声 - 勝生真沙子
チラム陣営の女性エースパイロット。階級は少尉。愛国心が強く、軍の特異点奪取作戦のため桂を追う。実は桂の娘で、1話での時空変動の前の母ティナとの「逢瀬」の時に出来た子と分かり苦悩する。時空転移のタイムラグで母の臨終に間に合わなかった上、同年齢のミムジィと付き合い、その上子供を身篭らせた事で母の事を忘れたと思い桂を恨んでいたが、後に桂と和解してグローマに乗る。
天才パイロットである桂という父の血筋とその親友で互角の腕を持つオルソンに鍛えられたためにパイロットの腕はエース級。操縦の癖も似通っているのか、桂はアテナとの戦闘時「鏡の中の俺と戦っているみたいだ」と漏らした。母ティナと自身の面倒を見てくれたオルソンを「おじ様」と慕い、やがて愛情を意識するようになる。そのためについにはチラムから離反する。
ロベルト・ストレーフ
声 - 石森達幸
アトランタのトランの町近くに駐屯していたチラム軍イシュキック部隊の隊長で、階級は大尉。後に特異点追撃部隊に抜擢され、オルソンを失脚させて大佐となる。野心的な人物で功績のためには味方すら犠牲にしようとするが、自分の失態に配下の部隊が連座させられることを案じる台詞もある。特異点奪取のためグローマを執拗に追跡するが目的を果たせず、ウェズリーから更迭を宣告されるが、ヘンリーら部下たちによるクーデターも辞さない覚悟の進言により最後のチャンスを与えられ、エマーン艦隊を攻撃するが、グローマの砲撃からヘンリーを庇って戦死した（第25話）。
ヘンリー・スタイガー
声 - 林一夫
ロベルト隊の副官で階級は中尉（当初は少尉）。当初はロベルトを利用して出世を企む描写も見られたが、自分を庇ってロベルトが戦死した後は、復讐のために軍を隊ごと脱走。上層部の思惑を無視して特異点である桂とオルソンを殺害しようとする。オルソン曰く「桂に似た猪突猛進な男」であり、熱血漢的な描写がされていた。パイロットとしてはイシュキック・コマンダーバージョンでエースであるアテナのナイキックと互角に渡り合う腕を持つ。
企画段階ではジェームズ・シュタイガーなる桂のライバルキャラが存在したが、設定的なライバルポジションはアテナに、シュタイガー（スタイガー）の姓はヘンリーにそれぞれ分化統合された模様。姿はヘンリーとは異なり、長髪でかなり派手である。
ウェズリー
声 - 平林尚三
D計画関連の責任者で階級は中将。オルソンやロベルトの直属上官であった。禿頭の偉丈夫。高圧的かつ好戦的な性格であるが、チラムに対する忠節は高く総裁からの信任は厚い。
グリンナー
声 - 小野健一
総裁の側近。階級は中将。チラムの虎の子である第7艦隊の出動をジェフリーに命じられ、総裁と共に旗艦に同乗する。
ジェフリー・ホワイト
声 - 村松康雄
チラム総裁。国家の存続のためには手段を選ばないが私心はない。生存のために民主主義を抑圧していることに心を痛めている。シャイアを利用するために紳士的な態度と思わせぶりな会話で接しており、彼女からは好意を寄せられいる。

### エマーン
マニーシャ・トーブ
声 - 一条みゆ希（後の一城みゆ希）
エマーン人の女性。トーブ家の当主で、シャイアの双子の妹。トーブ家警備部隊を率いて前線にも出る女傑である。過去に恋愛を巡ってシャイアとの確執があり、桂の開放を求めて乗り込んできたシャイアを、一門の責務を妹に押し付け遊び暮らしているとなじるが、内心では姉を敵に回すことに葛藤を抱いていた。一族の長老たちの指令と、当主としての責任感から逃走した桂を再び奪取すべくグローマを追っていたが、後半はシャイアに協力し、国家レベルのリーダーとして援護にまわる。
フドール
声 - 不明
ラース家に仕える男でミムジィに協力。支援艦の艦長としてマニーシャ隊に追撃されるグローマの支援に当たる。後に時空変換装置の制作にも関わるが、リーグを生かすためにムーの重ロボット兵に立ち向かって命を落とした。
カウンスル・ローイヤ
声 - 藤本譲
エマーン本国からミムジィの母が危篤なのを伝え、ミムジィを連れ戻しに来たラース家の顧問アドバイザー。ラース家にとって執事的な立場にいるらしく、ラース家の次期当主である「お嬢様」（ミムジィ）が、トーブ家主体のグローマに居る事を快く思ってはいない。

### その他の登場人物
ティナ・ヘンダーソン
声 - 吉田理保子
時空混乱前、桂が交際していた女性の一人。時空混乱後は桂との間に授かった娘アテナを育てていたが、桂とは再会できぬまま亡くなった。なお、回想シーンを見る限り桂のことは決して悪く言っていなかったようである。
マリアン・トワネット
声 - 弥永和子
ファンシィ王国の女王。暴君であったが、最期はグローマの破砕砲で王城共々爆死した（第9話）。
ジャンヌ・ダーク
声 - 鵜飼るみ子
革命家グループのリーダー。革命で女王を倒してファンシィ共和国の代表となる。
シェリー
声 - 原えりこ
ジャンヌの側近。
リップル
声 - 山田栄子
ジャビーの恋人だった竜人。やや嫉妬深い。ジャビーの語る回想シーンに登場。ジャビーの目前で、突然発生した時空転移に巻き込まれて生き別れとなる。
怪物
第15話に登場。どこかの並行世界産の大型肉食獣。椰子の木に擬態し頭を土中に埋めているが、捕食時には幹が四つに割れ、歩行脚になって中心部に頭が下がる形で正体を現す。牙の生えた鋭い口と単眼を持ち、葉は鎌状の武器と化す。
桂とオルソンが襲われ、反撃するが拳銃程度の攻撃ではびくともしなかった。しかし、飛来したアテナのナイキックによって全滅する。
ナレーター
声 - 銀河万丈

## 登場メカニック

### フリーダム・スペース・コープス
AV-11D ブロンコ II（「II」はローマ数字の2、ツーと発音）
西暦2062年当時の桂とオルソンの乗機。チラム側の技術的観点では「第二世代ガウォーク」に当たる。戦闘機形態からガウォーク状（ただし、「腕」は無いので、マクロス世界の分類区分では、正確には「ガウォーク・ファイター」となる）に変形する。足を畳んだ飛行形態に機体全体を覆う「ボタンノーズ」と呼ばれるオプションを装着する事で大気圏突入も可能。武装は機首にバルカン砲。主翼にミサイル3×4。塗装は白。桂はこれに乗り混乱時空世紀20年の世界に現れた。チラム兵曰く「博物館クラス」の代物だが、桂の手にかかればグローマが総出で苦戦するイシュキック相手に互角以上に戦える。
第2話でイシュキックとの空戦中、限界高度（相剋界）があるのを知らない桂は上昇し過ぎて相剋界へ突入、大破して墜落した。代わりに乗ったモラーバ・リーアで腕で樹を掴んで制動をかけ急角度のターンを行う等、使い勝手を気に入った桂が、腕付きにして欲しいと言ったため、修理の際にモラーバの腕を付けられ、オーガスとして新生する。
前述の通り「腕」はないが、機体に乗ったままで細かな作業を行うためのマニピュレーター（英: Manipulator）が機首下部に内蔵されている。第1話では桂がこれを使って時空振動弾の外部に設けられた制御コンソールを不用意に弄（いじ）った末に“時空破壊”が起こった。
名称に「II」が付されるのは、前世紀に開発された、観測機・兼・COIN機であるOV-10 ブロンコ (North American Rockwell OV-10 Bronco) の用務を受け継いだもの。
生産メーカーは新中州重工と設定されている。新中州重工は前番組『超時空要塞マクロス』にもバルキリーVF-1Jの生産メーカーとして名前が登場するが、関連性については「作品解説」の項も参照。
ミサイル衛星
第1話に登場。多連装ミサイルポッドを搭載した戦闘衛星。軌道上に多数浮かび、ティーブレイク作戦の援護として軌道エレベーターに向けてミサイルを発射していた。
往還機
正式名称不明。第1話に登場。時空振動弾を調整するスタッフを乗せた超大型宇宙往還機で、移動用車両も搭載している。白色の円筒形をしており、多数のブロンコIIを収納可能なサイズ。作戦終了時の撤収にも使われる。
裝輪車
正式名称不明。第1話に登場。往還機に搭載されたオープントップの全地形対応車。防護服に身を包んだ時空振動弾調整スタッフが移動用に使用した。

### 東側陣営
四本脚・可変ガウォーク
西暦2062年当時の東側陣営が使用していたアメンボに似た四本脚を持つ可変ガウォーク。マクロスシリーズの可変戦闘機と異なり、常態として用いる基本形態が航空機ではなく「ガウォーク」であるため、機体を地上で支持する機構である車輪と緩衝装置から構成される降着装置［ランディングギア (Landing gear)、アンダーキャリッジ (undercarriage) ］を設計当初より持たない。大層な脚が付いていながら、劇中で見る限り空戦能力はブロンコIIと互角で、桂の参加した時空震動弾作戦を中止に追い込んでいる。

### エマーン（登場メカニック）
エマーンのデバイスは慣性を制御する機能を持っており、それにより滑空、飛行、高機動戦闘を行なう。共通する特徴として「腕」を持っている。多くの場合脚は無い。これらの腕メカはドリファンド（「ドリフト・ハンド」の略）と総称され、交易船所属機は自衛戦闘から各種作業まで幅広く使用される。なお、ドリファンドは専用のヘッドセットを操縦者が装着する事により、ある程度の思考制御が可能となっている。

#### オーガス
半壊した桂のブロンコIIを修理する際に、モラーバの腕を付けた戦闘ドリファンド。あり合わせで作られたメカだが、人型メカの存在しない混乱時空においては多大な戦力となり、その戦闘能力を高く評価したエマーンにより、後にオーガスIIとして量産されることになった。
両腕前腕部にはモラーバから継承した連装のグレネードガンが装備されている。ミサイルガンはモラーバとは異なり、右腕に固定装備するタイプでオーガロイド時の射界が広い。ガウォーク形態では右足にセットされる。加えて左右主翼にブロンコIIから引き継いだ形で、ミサイルを計12発装備することが可能。耐久力も高く、容易に爆散するイシュキックや他のドリファンドとは対照的に、ミサイルの至近爆発を受けても容易に損傷しない。またタンク形態ではムーのロボット兵を体当たりで蹴散らし、次々と爆散させた中で平然と動いている描写がある（第34話）。
グローマ内での命名会議で「ギャモン」と最後まで競り合った後、ジャビーの世界の言葉で「戦いの神」を意味する「オーガス」と名付けられた。なお、この命名会議の中で、番組の企画初期タイトルである「ネビュラード」が桂の思いついた名称案として登場していた。桂木桂の機体のカラーリングは白地にワンポイントとして赤が入る。関節部は茶色。

##### 変形機構
フライヤー・ガウォーク・タンク・オーガロイドの4形態に変形可能。
オーガス・フライヤー (ORGUSS FLIER)
飛行機形態。丸いキャノピーで構成された機首、膨らんだ背面など昆虫を思わせるフォルムを持つ。限界高度の制限のため飛行高度がとれず、また衝撃波で地表に被害を与えるため、音速航行が事実上できない。
オーガス・ガウォーク (ORGUSS GERWALK)
フライヤー形態から脚部を展開した形態。空中での機動性に優れる。オーガスの基本形態で格納状態ではガウォークのまま、グローマのカタパルトレールに吊り下げられていた。
オーガス・オーガロイド (ORGUSS ORGROID)
人型ロボット形態。末端肥大的なプロポーションであり、殴打や蹴りでたやすくイシュキックを破壊するなど格闘戦に優れる。コクピットも装甲で覆われる。
オーガス・タンク (ORGUSS TANK)
オーガロイドの両脚を前に突き出した地上移動用形態。音速航行ができないフライヤーに代わりに地表付近を高速移動できる形態として、準備された。ただし、この形態は放送中ほとんど登場せず、オープニングにも出てこない（作中ではオリジナル〈第34話〉とオルソンスペシャル〈第24話〉、量産型〈第34話〉がそれぞれ一度ずつ披露したのみである）。

##### バリエーション
オーガスII （一般兵士用）
エマーンがチラムとの決戦に向けて実戦配備した戦闘ドリファンド。オーガスの量産タイプで、原型機とは頭部デザインと脚部、および全体の配色が異なる。主に褐色系に塗装されている。グローマおよびオーガスの帰還を待たずしてエマーン本国で開発・配備が進められ、第14話でアフガニスタンまで到達したグローマの救難に駆けつけた。
旧『ブロンコ II』からオーガス原型機に引き継いでいた不要部分を排除することによる軽量化と共に、エンジン出力の向上を行い、原型機より総合性能自体は向上したが、その分一般的な練度の操縦士には扱い難くなってしまったため、エンジンに出力を減格する制限器（リミッター）がかけられている。
劇中ではスレイが搭乗した他、エマーン側部隊の機体が多数登場した。
オーガス II （オルソン・スペシャル／指揮官用）
第23話以降、チラムを離れたオルソンが乗ったオーガス。頭部や配色、脚部のデザインが桂のオリジナルオーガスと異なる。個人用カスタム機であり、一般兵士用オーガスIIともデザインが異なっている。塗装は青灰色。
パイロットの技量が考慮された結果、一般兵士用機に装備されていたエンジンの制限器（リミッター）が解除されているため、各オーガス系列（シリーズ）機体中、最も高性能である。オルソン専用機だが、桂も一度搭乗して実戦に出ている（第26話）。

#### モラーバ
エマーンの標準的なドリファンド。一人乗りで腹ばいになって搭乗する。「モラーバー」とも呼称される。
可変式の「腕」を有しており、作業および戦闘用に用いることができる。巡航時はおりたたむこともできる。ブーストジャックと呼ばれるブースターを装備可能で、これには追加武装として連装ミサイルパック×4、三連装ミサイルパック×2を内蔵している。
モラーバ・マーイ
作中では名前が示す通り、ほぼマーイの専用機であるが、オーガス製作のためにグローマにあった同型機が部品取りに使われた。他にも第1話で撃墜されていたり、第9話やエマーン本国でマーキング違いの同型機がグローマとすれ違う描写がある。リーア機とは武装が異なり、背部に大型バルカン砲、腕に連装グレネードガンが装備されている。設定では軽武装型と記述されている。
モラーバ・リーア
同じく標準的なドリファンドで、こちらはリーアの専用機（だが桂も第3話で同型機に乗っている）である。
マニピュレーターが華奢だが、背部にオーガスの右手武装ともなった大型ミサイルガン、機首に機関砲、両腕部に9連装ミサイルランチャーを持つ重武装型。ミサイル搭載量が特徴だが、そのためマーイ機に比べると機動性はやや劣る。
武装と機体色以外はマーイ機とほぼ共通で、ブーストジャックも装備可能。

#### グローマ
シャイアらファクトリーの面々が生活する交易船。オーガス他のデバイス母艦的な機能も備えている。
外見はまさしく空飛ぶ「家」で、チラム軍がつけたコードネームも「ハウス」。塗装は屋根が赤。本体が白。なお「グローマ」とは、交易船を指すエマーンの一般名詞で個艦名ではないが、演出上、別の交易船との直接交流がなかったため（すれ違う描写はある。マニーシャ艦等は交易船ではない）、作中ではシャイアファクトリー所属船が一貫してグローマと呼ばれる事となった。
前面にブリッジがある。正面から見ると船体は『凹』の字を逆さにした、丁度、粘着式ゴキブリ捕獲器の底部を溝状に切り欠いた形状をしており、その部分の天井にカタパルトレールを敷いてオーガスを吊した艦載機発進区画。両舷は商品倉庫やモラーバ格納庫、工房区画であり、屋根の部分は居住区。内装はかなり豪華で大浴場や、スカッシュのような球技用コートまである。屋上に飛び出した形でジャビーの住む「ペントハウス」がある。機関部は後部両舷に設置され、万が一の事故に備えて異物混入防止用のネットが張られている。モズク族の攻撃でここが破壊された際は、船体に帆柱を立てて帆走した（第10話）。
船体前部左右に三連装大型ロータリー・キャノン砲×4基（格納式。ダルの物と同型）。屋根の出窓に取り外し可能な連装機関砲多数を武装として持ってはいるが、本来は戦闘艦ではないため、その戦闘能力は低い。なお、9話以降、ファンシィ国革命時にマリアン・トワネットから「破砕砲」（デモリッションガン、衝撃砲の一種）を協約違反の名目で回収、ペントハウス隣に主砲として設置。グローマの電力の大半を割いてチャージする必要があるため安易に撃てないが、ファンシィの王宮を丸ごと吹き飛ばす破壊力があり、しばしば切り札的に使用されている。
最終決戦でムーの攻撃で被弾して総員退艦。最終話の直前回（第34話）に撃沈された。
『オーガス02』最終話にもエマーンに転移したナタルマの前に、同型艦が姿を見せている。

#### その他（エマーンの登場メカニック）
ディー
エマーンの軽ドリファンド。並列複座（サイドバイサイド）の探索ジープ。腕上部にバルカンorミサイルポッドを装備。腕が折りたためない、思考操作機能を備えていないなど旧式を思わせる。コクピット後部に機銃や、モラーバ用ミサイルガンを旋回式に搭載したモーム搭乗機の様なバリエーションも存在する。第1話での撃墜機にパプティの夫が乗っていたり、モームの愛機として度々登場する等、地味だが印象的な使われ方をしていた。塗装は黄色。
ダル
エマーンの重作業用ドリファンド。慣性制御で飛行もするが、車輪で地上走行も可能な武装トラック。本来は戦闘用ではないが三連装大型ロータリー・キャノン砲を装備し、3本腕に可変する。最終決戦時にはジャビーも搭乗した。機体色は青。
パッキー
エマーンで官民を問わず広く使用されている、昆虫的な形状をしたスクーター感覚で跨る一人乗りデバイス。バイク同様パイロットは剥き出しで、姿勢制御は体重移動で行う。劇中では主にミムジィやモームが愛用。軌道エレベーター工作隊が使用した他、グローマが撃沈された際の脱出用にも使われた。桂もミムジィの後ろに乗った他、盗まれたオーガス捜索などで使用している。塗装はグローマ搭載の物はファンシーなピンク色だが、他に各種カラーバリエーションがある。
軽メカながら二人乗りで飛行できるパワーがあるが、さすがにジャビーや大尉が乗るのは無理で、浮遊するカートのような別のデバイスを使用していた。
『オーガス02』の回想シーンでも、桂とミムジィが二人乗りをしているシーンがある。
ディモーラ
エマーンの戦闘ドリファンド。単座。モラーバよりも新型で主にトーブ家（マニーシャ隊）に配備されている。モラーバと異なり、コクピットは通常のシート式。機首が尖り、全体的にも鋭角な戦闘機然としたフォルムになっている。劇中終盤ではミムジィも搭乗した。武装は機体下部の三連装ビームガンと両腕部付け根のミサイルランチャー×4基。塗装は青と橙色。
マニーシャ艦
主にディモーラ隊の母艦だが、オーガスIIも搭載している。トーブ家の旗艦でグローマより大型。搭載機数や機動性も上である（大型艦にも関わらず、イシュキックを追いかけ回す描写もある）。武装は三連装大型ロータリー・キャノン砲×2基（格納式。ダルの物と同型）他、多数。マニーシャが指揮を執ってグローマを追撃した。最終回ではシャイア以下、撃沈されたグローマのクルーを収容している。船体色は白地に赤。
エマーン艦
青灰色に塗装された量産型の母艦。船体は三角柱形で、艦首にデバイス発着用のハッチを備え、発着デッキは床面がある閉鎖型。舷側には多数の球形砲塔が並ぶ。量産型とはいえグローマよりも大型艦。マニーシャ艦を旗艦としたエマーン艦隊に所属。主力艦として大多数を占める。
支援艦
工作艦の機能も持つ、平べったい船体の大型艦。リーグが時空変換装置を二号機までここで制作した。艦首に二つ、側面にも発着ハッチがあり、多数のディモーラやオーガスIIを搭載している。また多量のミサイルを斉射するなど艦自身の火力も高いが、ムーに取り付かれ、内部へ侵入してきたロボット兵には為す術はなく、自爆攻撃を受けて撃沈される。艦長の名を取って「支援艦フドール」とも呼称された。塗装は青と褐色、黄色のトリコロール。
時空変換装置
相剋界内の突破や大特異点への突入と言った混乱時空の影響から、特異点を護るための保護カプセル。また軌道エレベーターから、大特異点へ向かうための宇宙艇としての機能も持つ。
制作者はリーグ。製造には稀少金属ロドメタルが必要だが、チラムに独占されていたために三号機までは使い物にならず、ロドメタル抜きで製作した試作機はムーの攻撃で支援艦ごと破壊されている。しかし、チラム総裁から同盟の証として譲られたロドメタルと、D計画関連技術者の協力も得て、ギリギリのタイミングで完成に漕ぎ着ける。
チラムの工作によって回路に特異点洗脳装置が秘密裏に組み込まれていたが、リーグの手により突入作戦実行直前に外されている。
ガノックス
エマーン人の携帯武装。コード接続型ビームガン兼白兵武器。拳銃のように使う他に銃口にビーム刃を形成するのも可能で、第15話で桂が椰子の木に擬態していた怪物に襲われた際に敵を斬り裂いている。
特異点ジャマー
リーグ作。チラムの特異点センサーを妨害する装置だが、初期は効果範囲が狭いので逆にジャミングされた空間に特異点が存在することを教える結果となり、効果範囲拡大などの改良を施される。
狙撃銃
スコープ付きのスナイパーライフル。第2話でグローマのクルーが使用。桂らを脅すイシュキックのパイロットを狙い撃ったが、倒し切れず、反撃で返り討ちにあって射手は殺害されている。
パズーカ
第9話にて登場の携帯火器。リーグの手製で弾倉を有しているらしく連射が可能。頑丈なゲートを吹き飛ばしたり、監視塔を倒壊させるなど威力はかなり高い。
ライフル
エマーン製のケースレス小銃。第9話での護身や第10話でモズク族の撃退に使われた。かなりの大型だがその分裝弾数も多く、桂は弾倉交換なしで長時間発砲していた。バレルに太いジャケットが被せられ、銃床のない独特なデザイン。

### チラム（登場メカニック）
旧地球統合軍時代より発展してきた戦闘用ガウォークは、西暦2050年代末からの統合軍分裂戦争で急成長をとげた後、2062年の時空混乱により一時的に技術体系が崩壊し、約5年間の停滞期を経験した。その間にチラム新統合政府はムーのロボット社会との対立とエマーンとの通商和平条約締結に伴う新技術の導入によって時空混乱世界に合わせた新しい兵器大系の開発に精力を注ぎ始めた。
地球兵器の発展型であるチラム軍兵器は、「戦闘デバイス」と総称され、ブロンコII系の「脚」付き戦闘機に反重力システムを搭載したものでガウォークと呼ばれる形態を基本とし、ナイキックを除き、基本的に腕を持たない。イシュキック/イシュフォーン・シリーズは反重力システムを導入した第3世代の戦闘ガウォークで、慣性制御システムを備えた第4世代の戦闘ガウォークはムーとの決戦兵器として開発された「ナイキック」に始まる。

#### イシュキック
反重力戦闘ガウォーク。チラム軍戦闘部隊の標準的な機体である。大口径ビーム砲を機首、その下にコクピット。左右の張り出し部にミサイルランチャーを備え、その下に長い脚を生やし、外舷に推進機ポッドを備えた鳥居型のシルエットをしている。上空を閉ざされた狭い空間での運用に特化した亜音速機として設計されているため、機体形状は角張っており前面投影面積も大きく空力面の考慮は希薄。脚は蹴りや質量移動により機動性を高める他、デバイスを破砕する質量打撃兵器（鈍器）として設計されている。標準型と指揮官型があるが、基本的なレイアウトは共通。いずれも塗装は赤。作中の描写から、桂を見つけるための特異点センサーを標準装備している。
装甲や抗堪性は脆弱でオーガスに殴られただけで簡単に破壊されてしまうが、第6話では数の差も相まって、岩山と相剋界に機動を阻まれたオーガスを苦戦させ、第14話では「無傷で捕獲ではなく、抹殺を目的として手加減なしで襲いかかるロベルト隊」の前に、オーガスは撃墜されている。
イシュキック（MBG-21）スタンダードバージョン
チラムの主力戦闘デバイス。非変形で双発単座。標準的な武装は主砲として短射程大口径ビーム砲。胴体左右に弾体を上方へ投射する特徴的な8連装ミサイルランチャー。機体下部に連装機関砲だが、支援用として上部に単装ビームキャノン（右舷）と多連装ミニミサイルポッド（左舷）を追加した重武装型もある。
イシュキック（MBG-21D-2）コマンダーバージョン
指揮官用イシュキック。単座。重装甲化に伴って機体も大型となり、エンジンも四基に増加。武装も標準型に加えて、より大型のビーム砲（ビームをより絞り込めるタイプ）を搭載し、連装機関砲と同軸に単装グレネードガンが追加されている。ロベルトやヘンリーの愛機である。塗装は後に灰色と黄色（ビーム砲口付近）のツートンに変更された。

#### ナイキック
ナイキック・コマンダー（MBG-24C）
チラムの最新鋭戦闘デバイス。単座。チラムでは初の慣性制御システムが導入されており、機動時のG対策が大幅に改善されている。第12話から登場。
オーガスに対抗してフライトフォーム、ガウォークフォーム、バトルフォームの3形態に可変するように設計された。
指揮官用に特化されたのが C型（コマンダータイプ）であり、頭部と武装、塗装が暗灰色でA型（スタンダードタイプ）とは異なる。
複雑高度な変形構造を有するナイキックは、通常の機動兵器の開発経過とは逆に、高品位だが高価なC型が試作機 → 増加試作機 →  指揮官および特殊部隊用として先行開発され、これらのシステムのうち、量産に向かない箇所を、武装も含め順次簡略化・省工程化（デチューン）することで、標準型であるA型（スタンダードタイプ）が開発された。
劇中ではアテナとオルソンが使用した。
模型ではナイキック・アテナ、ナイキック・オルソンという商品名で販売されたが“配色と手持式火器の相違のみの差異”（ベース地に機首周りがアテナが黄色、オルソンは灰色）で、どちらも同じコマンダータイプである。
武装は以下の通り。
- 手持式火器（フライトフォームでは主翼上面、ガウォークフォームでは脚部外側に装着される）
  - レーザーピストル（オルソン/一般兵が使用。設定書に曰く「静かな武器」）。
  - 三連装ショット・キャノン（アテナが使用。設定書に曰く「ハデな武器」）。

- ミサイル（脚部（フライトフォームでは主翼）左右（同上下）パイロンに各4発ずつ、計16発装着される）。
- 短射程大型ビーム砲（機首の嘴状部分に設置された主砲。嘴のカバーが上下に開いて砲口が現れる。装備位置の関係上、バトルフォームでは股間部になるので使用不可能）。
- ビームガン（両椀部に装備された副砲。全形態で使用可能）。

ナイキック・スタンダードタイプ（MBG-24A）
一般兵の使用するナイキック。イシュキックと違い、形状や性能は指揮官用とほぼ同等。水色に塗装されている。
ナイキックはスペック的には高性能であるが、機構が複雑になった分、整備／稼働率は従来機に比較して劣り、劇中でも故障によってオルソン機が墜落するなどの描写がある。同様に長期間支援を受けずに行動していたイシュキック装備のヘンリー隊に同様なトラブルの描写が見られないことと比べると、本機はイシュキック並の機体信頼性に到達しているとは言えず、不完全さを内包したままとにかく戦力化を急いだ「まだ、充分練り上がっていない」機体とも見られる。

#### その他（チラムの登場メカニック）
イシュフォーン（RSG-21-A-1）
情報収集用偵察デバイス。イシュキックのバリエーションだが、胴体は完全に新造で、脚以外はほぼ別機である。胴体上部に偵察員席を設けた複座機で、左側面にセンサーを装備。武装は右側面の連装機関砲のみ。塗装は薄紫。
シーキック（SBG-21）
第7話でアール・ド・バン級・攻撃空母と共に登場。チラム海軍の艦載戦闘デバイス。単座。双発の軽戦闘機タイプで機動性が高い反面、小型故に耐久性に欠け軽武装。機首に機関砲。胴体に連射式ミサイルランチャー×2基。オプションとして胴体下部にビーム砲を持つ。戦闘機の主翼に代えて二本脚を付けたような、他の機体に比べ常識的な航空機に近い形状をしている。脚部も細く、質量打撃兵器としての機能は持たず、着陸脚および姿勢制御専用である。塗装は緑。
カルフォーン（LAG-21）
エマーンのディーに相当する探索ジープ。複座だがコクピットは左右独立式。機体前面にロケットランチャーを持つが、戦闘には向いていない。
ログウッド（HAG-21）
反重力重戦闘ガウォーク。並列複座。前面に大型ビーム主砲とミサイルランチャー。前後に多連装ビームガン×4を搭載している。劇中で見る限り火力は高いが機動性、防御力とも低い、本来は後方から味方を支援する自走砲 的な機体である。塗装は茶色。
レグア
反重力武装トラック。第18話に登場。連装機関砲を装備したチラムの輸送用デバイス。並列複座（三座も可能）。コードネームは「スカンク」。任務中ワルシャワ方面へ向かうグローマを発見して味方へ通報した。
チラム総裁艦
攻撃空母よりも大型なチラムの総旗艦。総裁艦だけあって後方に位置しており、劇中では戦闘に参加する事無く終わっている。塗装は暗緑色。
アール・ド・バン級・攻撃空母
暗灰色をしたシーキックの母艦でエマーンから購入した慣性制御装置で海上すれすれを（地面効果内）浮揚航行する。大量の艦載機を搭載する他、大型ミサイルを装備する等、艦自体の火力も高い。また、シーキック編隊を火球状のファイアーボールフィールドで包み込み、艦首から発射して高速で海中航行可能にする機能も有しているが（シーキック編隊は敵の目前で空中に浮かび上がり、火球を解除して奇襲する）、どんな原理でこれを成しているのかは不明である。
艦隊旗艦として大規模な戦いには必ず参戦している。初登場はジブラルタル海峡戦（第7話）。
デストロイヤー
チラムの小型高速艦（と言ってもグローマよりも大型）。空母の護衛艦で大型ビーム砲塔で武装している。空母よりも高い高度を飛行することが可能。
工作艦
大型の特務艦。塗装は濃緑色。第32話にて大特異点とスペースアイランドとの衝突を感知した総裁が用意させ、時間の迫る中、この艦内で時空変換装置を制作させた。
戦車
チラム陸軍のMBT（主力戦車）。旧来的な履帯で地上を走る装甲車両で、反重力戦闘デバイス開発以前の旧式兵器だが、二線級部隊では未だ現役である。チラム本国に侵攻したムーの戦闘ロボットと交戦している他、アテナ幼少時の回想にも登場。更に最終決戦でも動員されている。ファンシィのマリアン・トワネット政権にも供与されていた。
Dシステム
チラムの国家プロジェクト「D計画」により開発された。時空震動弾をさらに発展させたもの。震動弾は元来、爆心地を中心とするエリアを時空の彼方へ消し飛ばすものだが、Dシステムはその逆で、震動弾による影響を修復する。
時空崩壊には特異点個人の意志が決定的に関与しているとの分析結果から、人間を排除し純粋に機械的に作動するシステムとされた。同時に特異点（その意志)の存在がDシステムに悪影響を及ぼす可能性を排除するため、桂およびオルソンの抹殺が決定する。しかし、その存在を察知し破壊をもくろんだムーの攻勢の最中、オルソンを救おうとするアテナの暗躍で破壊され、チラム首脳は方針の見直しを余儀なくされる。
特異点センサー
特異点発見用の識別装置。何を感知するのかの原理は不明。機載用の他に、探知範囲は狭いが兵士が携帯可能な、ブレスレット状の機器（第2話）や主要部とセンサー部の別れたセパレート型の機器（第4話）が登場している。
突撃銃
チラム軍のアサルトライフル。FA-MASに似た形状をしている。第2話で桂に撃墜されたイシュキックのパイロットが使用した他、ムーのロボット兵との白兵戦にも使用されている。

### ムー
機械生命体の戦闘国家であり混乱時空では第三勢力的な立場にあった。かつては人類が支配階級だったが、機械生命体の反乱で約百年前に絶滅している。
個体の戦闘能力は高く、人間よりやや大きい程度の機械兵士でも戦車やデバイスをたやすく破壊する能力を備える。一方、防御力は比較的脆弱（しかし、拳銃程度の対人火器ではびくともしない）である。
一般兵士タイプ
もっとも数が多い、茶色いボディを持ったロボット兵。胸部と両腕部にビーム砲を備え、マニピュレーターはUFOキャッチャー状の簡易型で五指を持たない。二足歩行型の歩兵であり空戦機能はない。下級ロボットながら個体ごとの意志を与えられており、麻薬のような働きをする中性子発射機を装着して、ヒューマノイドロボットを用いた「人間狩り」に興じているものもあった。
士官タイプ
白いボディを持つ指揮官タイプ。その用途から固定武装は少な目。ムー本国では「大尉」を案内していた。佐官クラスの上級士官タイプも存在する。空戦機能はない。
空戦タイプ
空戦機能を持つタイプ。白地に青いボディとギョロギョロ動く、赤い棒状の頭部センサーが特徴。二足歩行型で地上戦も可能だが、本領はやはり空戦で発揮される。自立した自我がないのか（あるいは指揮官のコマンドに逆らえないのか）、チラム艦やエマーン艦に自身を弾丸とする体当たり攻撃も仕掛けていた。
重ロボット兵
機械生命体の戦闘ロボット。薄紫色のボディが特徴。胸部の多連装マイクロミサイルランチャーを始め、内蔵火器を多数持つタイプ。自爆装置も内蔵している。グローマに居候していた「大尉」も重ロボット兵だが、旧式の士官タイプであるためマイクロミサイルを内蔵するボディは現行型とほぼ同じだが、大威力の拡散ビーム砲を備える頭部形状が異なる。
反重力輸送機
エマーン、チラムとは異なり物理法則を書き換えるシステムで飛行する紫色の大型輸送機。長大な翼を持つ。空挺用の円錐型降下艇を多数搭載し、後方のハッチから敵前投下する。武装は機首にビーム砲2門。
降下艇
銀色をした空挺用降下艇。推進器らしき物は見当たらず、ベーゴマのような形状で底部は尖っている。内部にはロボット兵を3機収納して揚陸後に三方のハッチから出撃させる。画面から見る限りは非武装。
戦闘機
空戦タイプのロボット兵に接続される航空機型オプションパーツ。武装を強化し、飛行能力をより高速化させ、航続距離も増大させるブースターである。機首先端内部にロボット兵を収納する。Dシステム開発基地攻略戦に大量動員された。
ワープシステム
時空転移を人工的に引き起こし、任意の空間へムーの兵力を送り込んだり、撤収させる空間跳躍マシン。ムー本国に設置された大規模な固定型の機器。前述のように相剋界に包まれた現在の地球内でしか使用できない。
奇襲によって各地を制圧する圧倒的な威力を誇ったが、第30話でモームと大尉によって破壊される。

### その他・所属不明
スペースアイランド
軌道エレベーター最上にあった巨大構造物。宇宙港施設も兼ねていると思われ質量も大きい。時空崩壊の影響で軌道エレベーターから剥離して飛び去ったが、第32話で20年の時を経て楕円軌道で地球へ回帰。大特異点との衝突コースを取るのが判明する。
このため、時空修復にタイムリミットが設定され、桂とオルソンはスペースアイランドとの衝突前に大特異点への突入を余儀なくされる。
日本製の軍用ジープ
エマーン人が何処からか入手してアトランタ人に売ったもの。第4話で桂はこれを発見し、自分の居る場所が地球であると気付いた。エンジンはエマーン製に換装されており、燃料補給は不要もしくは交易商人による定期整備でまかなえるだけの稼動時間を確保している。
ミサイルランチャー
ファンシィの王城に設置された固定式ミサイルランチャー。四連装でチラム製。地下からせり上がってくる。オーガスをも撃墜する威力があり、女王の切り札であったが破砕砲で粉砕された。
ノースアメリカン P-51Bムスタング
第19話で時空転移に巻き込まれた際に、何処かの時間軸に転移した桂とアテナが遭遇したアメリカ軍のレシプロデバイス。12.7mm機銃6挺を装備し、レザーバック型のコクピットを持つB型。
塗装はアルミ地肌剥き出しの銀色だが、隊長機にはシャークマウスが描かれている。
貨物船
大西洋を数多く行き交っている。大きさはグローマと同程度で、現代の貨物船に程近い形状だが、前部寄りの甲板上に小ぶりな帆のようなものが立っている。水上航行と、海面すれすれのホバー走行の両方可能な模様。チラム軍に追われ交易がままならないグローマは、ゴーヴの発案で洋上の貨物船相手に取引を行い、ここで仕入れた弾薬が大いに役立った。所属は不明だが、アトランタ人によく似た子供たちが乗っている船もある。

## スタッフ
- 企画 - 大西良昌
- プロデューサー - 向坪利次
- 原作 - スタジオぬえ
- 原作協力 - アートランド
- 連載 - てれびくん、一部の幼児向け雑誌、アニメマガジン
- チーフ・ディレクター - 石黒昇、三家本泰美
- シリーズ構成 - 松崎健一
- シリーズ構成協力 - 宮武一貴、大野木寛
- キャラクター・デザイン - 美樹本晴彦
- メカニック・デザイン - 宮武一貴
- メカニック・デザイン協力 - 石津泰志、千葉昌宏
- 美術監督 - 山本善之
- 撮影監督 - 沖野雅英（上田雅英）
- 音楽 - 羽田健太郎
- 音楽監督 - 鈴木清司
- 音響監督 - 伊達渉
- 選曲 - 合田豊
- 音響効果 - 横山正和
- 録音製作 - 東北新社
- 文芸 - 山崎敬之
- 現像 - 東京現像所
- 製作 - 毎日放送、東京ムービー新社

## 音楽

### 主題歌
オープニングテーマ - 『漂流〜スカイハリケーン〜』
作詞 - 三浦晃嗣 / 作曲・編曲・歌 - ケーシー・ランキン
日本コロムビアから発売された別バージョンのEPレコードでは、水木一郎がカバーした。
エンディングテーマ - 『心はジプシー』
作詞 - 三浦晃嗣 / 作曲・編曲・歌 - ケーシー・ランキン
上記2曲を収録したEPレコードは、徳間音工より発売された。

### OST
OSTは本放送当時、LPレコードとして販売された。これは、後年になってCD化されている（内容に変化はない）。
作曲・編曲 - 羽田健太郎
01: オープニングテーマ 〜シンセサイザーバージョン〜
02: 明日への旅立ち
03: 恋に流されて
04: 自由を求めて
05: パストラル
06: 夕日の彼方に
07: スペース・ウォー
08: やすらぎ・マイハート
09: 夜明け前
10: 漂流 〜スカイハリケーン〜
11: ハッピーエンド
12: 上昇気流
13: オアシス
14: 別離
15: ブラック・ゾーン
16: 対決
17: 決意を胸に
18: エンディング 〜インストゥルメンタル・バージョン〜
19: エスカレーション
20: 心はジプシー

## 各話リスト
| 話数   | サブタイトル         | 脚本     | 絵コンテ         | 演出             | 作画監督                                                       | 放送日        |
| ------ | -------------------- | -------- | ---------------- | ---------------- | -------------------------------------------------------------- | ------------- |
| 第1話  | 時空破壊!!           | 松崎健一 | 石黒昇           | 西森明良         | 美樹本晴彦 西森明良                                            | 1983年 7月3日 |
| 第2話  | ロンリー・ウルフ     | 富田祐弘 | 三家本泰美       | 三家本泰美       | 上野賢                                                         | 7月10日       |
| 第3話  | プリティ・マシン     | 大野木寛 | 福島和美         | 福島和美         | 角谷哲生                                                       | 7月17日       |
| 第4話  | キャラバン           | 松崎健一 | 井内秀治         | 井内秀治         | 泉口薫                                                         | 7月24日       |
| 第5話  | ラヴァーズ           | 大野木寛 | 秋山勝仁         | 秋山勝仁         | 美樹本晴彦（キャラ） しまだひであき（キャラ） 西森明良（メカ） | 7月31日       |
| 第6話  | バニシング・ポイント | 富田祐弘 | 鍋島修           | 鍋島修           | 本橋秀之（キャラ） 鍋島修（メカ）                              | 8月7日        |
| 第7話  | アイ・ラブ・ユー     | 西村宏   | 三家本泰美       | 三家本泰美       | 上野賢                                                         | 8月14日       |
| 第8話  | ランナウェイ         | 大野木寛 | 福島和美         | 福島和美         | 菊地城二                                                       | 8月21日       |
| 第9話  | レボリューション     | 松崎健一 | 吉田浩           | 吉田浩           | 角谷哲生                                                       | 8月28日       |
| 第10話 | バーバリアン         | 大野木寛 | 所一生           | 所一生           | 美樹本晴彦                                                     | 9月4日        |
| 第11話 | ダミー               | 富田祐弘 | 福島和美         | 福島和美         | 鶴山修                                                         | 9月11日       |
| 第12話 | チラム・ガール       | 松崎健一 | 三家本泰美       | 三家本泰美       | 上野賢                                                         | 9月18日       |
| 第13話 | カスピ・クレーター   | 大野木寛 | 所一生           | 所一生           | 鈴木英二                                                       | 10月2日       |
| 第14話 | オペレーション・D    | 大野木寛 | 福島和美         | 福島和美         | 角谷哲生                                                       | 10月9日       |
| 第15話 | 特異点!!             | 松崎健一 | 西森明良         | 西森明良         | 美樹本晴彦（キャラ） 栫裕（メカ）                              | 10月16日      |
| 第16話 | マイ・ファクトリー   | 西村宏   | 吉田浩           | 吉田浩           | 菊地城二                                                       | 11月6日       |
| 第17話 | セブンティーン       | 富田祐弘 | 福島和美         | 福島和美         | 鈴木英二                                                       | 11月13日      |
| 第18話 | シスターズ           | 大野木寛 | 吉田浩           | 吉田浩           | 鶴山修                                                         | 11月20日      |
| 第19話 | タイム・スリップ     | 富田祐弘 | 三家本泰美       | 三家本泰美       | 上野賢                                                         | 12月4日       |
| 第20話 | ブロークン・スルー   | 松崎健一 | 長尾粛           | 高橋直人         | 音無竜之介                                                     | 12月11日      |
| 第21話 | ファーザー           | 西村宏   | 吉田浩           | 吉田浩           | 鈴木英二                                                       | 12月18日      |
| 第22話 | ディサイド           | 富田祐弘 | 石黒昇           | 石黒昇           | しまだひであき（キャラ） 栫裕（メカ）                          | 12月25日      |
| 第23話 | デストロイヤー       | 大野木寛 | いいじままさかつ | いいじままさかつ | もとはしひでゆき                                               | 1984年 1月8日 |
| 第24話 | ムー                 | 松崎健一 | 福島和美         | 福島和美         | 鶴山修                                                         | 1月15日       |
| 第25話 | チラム・ソルジャー   | 富田祐弘 | 三家本泰美       | 三家本泰美       | 音無竜之介                                                     | 1月22日       |
| 第26話 | ブレイク・ダウン     | 西村宏   | 吉田浩           | 吉田浩           | 上野賢                                                         | 1月29日       |
| 第27話 | メッセージ           | 松崎健一 | 西森明良         | 西森明良         | しまだひであき（キャラ） 栫裕（メカ）                          | 2月12日       |
| 第28話 | カムバック・ラヴァー | 富田祐弘 | 福島和美         | 福島和美         | 鶴山修                                                         | 2月19日       |
| 第29話 | チョイス             | 西村宏   | 三家本泰美       | 三家本泰美       | 鈴木英二                                                       | 2月26日       |
| 第30話 | アウトサイダー       | 大野木寛 | 吉田浩           | 吉田浩           | 音無竜之介                                                     | 3月4日        |
| 第31話 | チルドレン           | 松崎健一 | 三家本泰美       | 三家本泰美       | 上野賢                                                         | 3月11日       |
| 第32話 | ロスト・ワールド     | 富田祐弘 | 福島和美         | 福島和美         | 鈴木英二                                                       | 3月18日       |
| 第33話 | ラスト・チャージ     | 西村宏   | 三家本泰美       | 三家本泰美       | 鶴山修                                                         | 3月25日       |
| 第34話 | 戦場                 | 大野木寛 | 福島和美         | 福島和美         | 音無竜之介                                                     | 4月1日        |
| 第35話 | 時空創造             | 大野木寛 | 三家本泰美       | 三家本泰美       | しまだひであき（キャラ） 栫裕（メカ）                          | 4月8日        |

## 関連商品

### 玩具・模型
前番組『マクロス』と同じく、メインスポンサーのタカトクトイスが玩具を、イマイと有井製作所が共同でプラモデルを発売したが、いずれも売れ行きは芳しくなく、特にタカトクトイスは本作での見込みが外れたことが原因となり、経営が大きく傾いたと言われている（後番組の『超時空騎団サザンクロス』でスポンサーを外れてから、まもなく倒産した）。同時期には同じくメインスポンサーとなっていた『タイムボカンシリーズ イタダキマン』も低視聴率のために打ち切られており、本作と『銀河疾風サスライガー』の不振はそれに追い討ちをかけた格好となった。
メカニックデザイン担当の宮武一貴は「百貨店でオーガスの玩具の顔を見た子供が怖くて泣き出した」という噂を聞き、売れ行きの悪さを覚悟したという。

### ゲーム
オーガス（SG-1000）
セガより発売されたSG-1000用横スクロールシューティングゲーム。自機オーガスはフライヤーとオーガロイドの2タイプに変形可能で、オーガロイドは攻撃力・防御力が高く、フライヤーは移動速度が速いうえにスクロール速度も上がる。1ステージ3分以内にステージ終端の時空振動弾を破壊することが目的であるが、ほとんどフライヤーで進まないと制限時間に間に合わず、オーガロイドになれる時間が非常に短い。
超時空世紀オーガスMT6（メイルゲーム）
1997年8月から1998年5月までの期間でテラネッツの運営で行なわれたアニメの世界を舞台にしたメールトークRPG。
桂木桂シナリオではPCが集中したり、エマーン人の他に、チラムやムーのキャラでも参加可能であったため、チラム軍人やアンドロイド（モーム型のみで、戦闘ロボットは不可）として活躍するシナリオも存在した。
ツクダ製ウォー・シミュレーションゲーム
ツクダホビーから1980年代中頃にボードウォー・シミュレーションゲームが出ている。
『ORGUROID オーガロイド』戦闘級
『オーガロイド』は1機単位でデバイスの戦闘を扱った空戦ゲーム。推進機関の違いによって、デバイスの旋回性能が変わるシステムを採用しており、これらよって狭隘な地形での機動性の差を再現している。
『FACTORY ファクトリー』戦略級
『ファクトリー』は国家単位で時空修復と経済、政治（戦争を含む）、交渉を扱ったマルチプレイヤーズゲーム。ただし、勝利条件である時空修復においてエマーンとチラムは、ルール上どちらか一方しか生き残れない規定になっている。
スーパーロボット大戦シリーズ
製作元はバンダイナムコゲームス。本作の主要人物と機体は、『スーパーロボット大戦シリーズ』の1シリーズである「Zシリーズ」の第1作『スーパーロボット大戦Z』（PS2、2008年9月25日、以下『Z』）でクロスオーバー作品に初登場。後に同作品のファンディスク『スーパーロボット大戦Z スペシャルディスク』（PS2、2009年9月25日）を経て、続編『第2次スーパーロボット大戦Z 破界篇/再世篇』（PSP、前編『破界篇』2011年4月14日発売、後編『再世篇』2012年4月5日発売）で携帯機初登場となった。
『Z』では本作ストーリーを再現したが、桂はゲームオリジナルキャラクターのツィーネ・エスピオに因縁を持たれることになるうえ、相克界と時空振動弾など本作の設定が「Zシリーズ」の主舞台群「多元世界」の設定の根幹に大きく関わっており、「Zシリーズ」最重要作品の1つとなっている。
その後、Zシリーズ完結エピソードである『第3次スーパーロボット大戦Z 時獄篇/天獄篇』（PlayStation 3 / PlayStation Vita、前編『時獄篇』2014年4月10日発売、後編『天獄篇』2015年4月2日発売）にも登場。
Another Century's Episode:R（PS3）
2010年8月発売のロボットアクションゲーム。開発元はフロム・ソフトウェア。販売元はバンダイナムコゲームス。『創聖のアクエリオン』、『マクロスF』、『機動戦士Ζガンダム』など複数のロボットアニメが登場するクロスオーバー作品。「スーパーロボット大戦シリーズ」とは異なり、メカニックはディフォルメではなくリアル頭身で、設定サイズに忠実に描かれる。

### 映像ソフト
- 本放送後、本編および前述した総集編2作が旧メディア（VHSビデオカセット／レーザーディスク）で販売された。
  - 総集編ビデオ 超時空世紀オーガス メモリアル VOL.1「モームの夢」発売元：エモーション（現.バンダイビジュアル）品番：BES-115、限定版は第2話から第17話までの予告編付き。
  - 総集編ビデオ 超時空世紀オーガス メモリアル VOL.2「超時空アテナ」発売元：エモーション（現.バンダイビジュアル）品番：BES-116、限定版は第18話から第35話までの予告編付き。
  - 上記のビデオソフトとLDの音声はステレオ仕様で、本編は各話からのダイジェストシーンを再編集した物にナレーションを新録した物を使用。各々の初回生産分には各話の予告編が巻末に付属していた。
- DVDソフトは発売元がムービック。販売元がムービックとパイオニアLDC。品番：MOVIC 7001-7007、全7巻。1巻に付き5話収録で、それぞれ予告編と映像作品集を収録。
  - 2013年11月には『オーガス』（総集編「モームの夢」「超時空アテナ」も含む）と『オーガス02』を全話収録した『超時空世紀オーガス×超時空世紀オーガス02 Blu-ray BOX』が2014年10月までの期間限定生産商品としてリリース。（発売元・フロンティアワークス、販売元・東映／東映ビデオ）

### 小説
1983年に小学館よりノベライズが発刊された。全2巻。この小説版は1994年にスーパークエスト文庫として新装版が発売されている。
- 小学館文庫『超時空世紀オーガス』上・下巻。井上敏樹著

### 漫画
- TVアニメマガジン連載 増田ジュン
- テレビ名作アニメ版 No.1 ISBN 4-09-101721-5 (第1話 - 第5話)
- テレビ名作アニメ版 No.2 ISBN 4-09-101722-3 (第6話 - 第12話)
- テレビ名作アニメ版 No.3 ISBN 4-09-101723-1 (第13話 - 第19話)
- テレビ名作アニメ版 No.4 ISBN 4-09-101724-X (第20話 - 第27話)
- テレビ名作アニメ版 No.5 ISBN 4-09-101725-8 (第28話 - 第35話)

### その他の関連商品
ショウワノートからは、らくがき帳やぬりえなどの文具が発売された。

## 放送局
系列は本放送当時のもの。放送日時は個別に出典が提示されているものを除き1984年2月中旬 - 3月上旬のものとする。
| 放送対象地域   | 放送局         | 放送系列               | 放送日時           | 備考                                      |
| -------------- | -------------- | ---------------------- | ------------------ | ----------------------------------------- |
| 近畿広域圏     | 毎日放送       | TBS系列                | 日曜 14:00 - 14:30 | 製作局                                    |
| 北海道         | 北海道放送     | TBS系列                | 日曜 14:00 - 14:30 |                                           |
| 青森県         | 青森テレビ     | TBS系列                | 日曜 14:00 - 14:30 |                                           |
| 岩手県         | 岩手放送       | TBS系列                | 日曜 14:00 - 14:30 |                                           |
| 秋田県         | 秋田放送       | 日本テレビ系列         | 水曜 17:30 - 18:00 |                                           |
| 山形県         | 山形放送       | フジテレビ系列         | 木曜 16:30 - 17:00 |                                           |
| 宮城県         | 東北放送       | TBS系列                | 日曜 14:00 - 14:30 |                                           |
| 福島県         | 福島テレビ     | フジテレビ系列         | 日曜 14:00 - 14:30 | 第12話まで                                |
| 福島県         | テレビユー福島 | TBS系列                | 日曜 14:00 - 14:30 | 第19話から 1986年からの再放送時に全話放送 |
| 関東広域圏     | 東京放送       | TBS系列                | 日曜 14:00 - 14:30 |                                           |
| 新潟県         | 新潟放送       | TBS系列                | 日曜 14:00 - 14:30 | [ 9 ]                                     |
| 富山県         | 富山テレビ     | フジテレビ系列         | 月曜 17:20 - 17:50 | 1984年1月16日から9月17日まで放送。        |
| 石川県         | 北陸放送       | TBS系列                | 日曜 14:00 - 14:30 |                                           |
| 山梨県         | テレビ山梨     | TBS系列                | 日曜 14:00 - 14:30 |                                           |
| 長野県         | 信越放送       | TBS系列                | 日曜 14:00 - 14:30 |                                           |
| 静岡県         | 静岡放送       | TBS系列                | 日曜 14:00 - 14:30 |                                           |
| 中京広域圏     | 中部日本放送   | TBS系列                | 日曜 14:00 - 14:30 |                                           |
| 鳥取県・島根県 | 山陰放送       | TBS系列                | 日曜 14:00 - 14:30 |                                           |
| 岡山県・香川県 | 山陽放送       | TBS系列                | 日曜 14:00 - 14:30 |                                           |
| 広島県         | 中国放送       | TBS系列                | 日曜 14:00 - 14:30 |                                           |
| 山口県         | テレビ山口     | TBS系列 フジテレビ系列 | 日曜 14:00 - 14:30 |                                           |
| 高知県         | テレビ高知     | TBS系列                | 日曜 14:00 - 14:30 |                                           |
| 福岡県         | RKB毎日放送    | TBS系列                | 日曜 14:00 - 14:30 |                                           |
| 長崎県         | 長崎放送       | TBS系列                | 日曜 14:00 - 14:30 |                                           |
| 熊本県         | 熊本放送       | TBS系列                | 日曜 14:00 - 14:30 |                                           |
| 大分県         | 大分放送       | TBS系列                | 日曜 14:00 - 14:30 |                                           |
| 宮崎県         | 宮崎放送       | TBS系列                | 日曜 14:00 - 14:30 |                                           |
| 鹿児島県       | 南日本放送     | TBS系列                | 日曜 14:00 - 14:30 |                                           |
| 沖縄県         | 琉球放送       | TBS系列                | 日曜 14:00 - 14:30 |                                           |

## 超時空世紀オーガス02
『超時空世紀オーガス02』（ちょうじくうせいきオーガスツー）は『超時空世紀オーガス』の公式な続編となるOVA作品。販売開始は1993年からで全6話。

### 作品解説（オーガス02）
『オーガス』最終回時点の設定から派生したスピンオフ的な続編作品。監督とストーリー原案は以前アートランドに所属していた高山文彦、キャラクターデザインは美樹本晴彦による原案を川元利浩がアニメ用にまとめる形でそれぞれ務めたが、後者はメイン以外をすべて橋本敬史が担当している。
初期OPテーマをヒカシューが務めたことも話題になった。

### ストーリー（オーガス02）
中世を思わせる異世界を支配する二大大国、リヴリアとザーフレンは「アーマー」と呼ばれる古代兵器の発掘を巡り一触即発状態にあった。リヴリアの少年リーンは亡き親方の借金を払うため軍に入隊し、ザーフレン領内に潜入。素性の知れぬ美少女ナタルマと共に国境脱出を図る。そんな2人の前に謎のアーマー、オーガス02に乗る老人が現われる。

### 登場人物（オーガス02）
リーン
声 - 太田真一郎
本作の主人公。リヴリア王国・ザンテの工房の見習い整備士。ザンテの死後、困窮する工房を救うため軍に入隊。ザーフレン潜入の機密任務の際ナタルマと出会い、世界の謎に関する戦いに巻き込まれていく。
ナタルマ
声 - 中村尚子
コスマーの街でリーンが出会ったザーフレンの軍機機密に関係する少女。特殊な能力を持ち巨大アーマー・ベリファのシーカーとして軟禁されていたが彼女自身は自らの能力を嫌悪している。
逃亡し身を隠すために男装をしていたが、リーンがカバーで行商をしていた娼婦の衣装に途中で着替え、軌道エレベーターでは大尉が変装した老人から渡されたエマーン界のコスチュームに身を包む。
大尉
声 - 堀之紀
TVシリーズ本編と続編『オーガス02』の世界を繋ぐ存在。
前作の終盤の戦いにおいて軌道エレベーターの中で大破し、時空修復に起因し、時空修復から取り残された世界のひとつである02世界に軌道エレベーターと共に転移した。
大破状態となりながらも生き延びるが、『02』では約200年の間に自らの身体を修復後、オーガス02と時空振動弾を建造。自分と共に同じ世界に飛ばされた「分裂したミムジィのひとり」の子孫を捜し求め、不完全な結果に終わった時空修復を完遂するために行動を開始する。
前作の回想シーン以外は姿が変わっており、他者の目に触れることが想定される状況では人造皮膚と頭髪を身に付けて老人の姿で活動する。
トリア
声 - 山崎和佳奈
ザンテの娘で幼なじみのリーンに好意を寄せている。
リーンが工房へ連れて来たナタルマを疎い、指名手配されている人物と知って軍へと通報してしまう。
マニング
声 - 山寺宏一
リヴリア王国近衛騎兵隊の中尉。不真面目で女好きだが軍人としては優秀。実はアカマスの甥でありペリオンの側近として行動していた。
ペリオン
声 - 塩屋浩三
リヴリア王国の第一王子でメンデスと前妻の間の子。聡明な人物だが暗殺を避けるために白痴を演じていた。そのことが精神を歪め、物語後半でとてつもない行動を起こしてしまう。
ミラン
声 - 榊原良子
リヴリア王国の現王妃。実はケラチと密通していた。国を憂う人物からは毒婦として危険視されている。シプレーを毒殺されたあとは精神の均衡を失う。
ケラチ・トルナド
声 - 秋元羊介
リヴリアの左大臣。ミランを後ろ盾として権勢を振るい、ザーフレンとの間に無謀な戦争を起こす。ペリオン復権後は旧体制の象徴として粛清される。
ザンテ
声 - 藤本譲
ザンテ工房の主。軍の仕事の最中にゾーンのロボットの攻撃によって殺されてしまう。
シル
声 - 秋元千賀子
メンデス
声 - 菅原正志
リヴリア王国の国王。ミランを後妻として迎えてからは体調を崩し、死去する。
アカマス
声 - 岸野一彦
リヴリアの右大臣。ケラチから危険視され幽閉されていた。ペリオン復権後にベリファ迎撃作戦の指揮を執るが、阻止に失敗して戦死する。
シプレー
声 - 大谷育江
リヴリア王国第二王子だが実はケラチとミランの間に出来た子。機が熟したと判断したペリオンによって毒殺される。
ヴァレッタ
声 - 佐久間純子
ライアン
声 - 岩居由希子
スカラマンガ
声 - 曽我部和恭
ザーフレンの国王で軍事優先の国家運営を実施している。為政者という点ではケラチより遥かに優秀で、戦争を優位に進めていた。

### 登場メカニック（オーガス02）
リヴリア型アーマー
200年前に突如発見された人型兵器でリヴリア軍の主戦力である。外観はオーガスIIに似ている。02の世界の科学技術では整備できても修理製造することは出来ない。
そのため、発掘されたもののうち稼動する部分を寄せ集めて修復し運用されている貴重品。
もともと備わっていた変形機構は既に作動せず、またその多くはモニタスクリーン等の電子兵装も機能しないため、下半身になるコクピットに銃眼が設けられ有視界操縦を行う。
機種により頭部の代わりに機銃やサーチライト、儀仗兵席などが追加装備されている。
ザーフレン型アーマー
ザーフレン軍の主戦力である人型兵器。外観はナイキックに似ている。全長8 - 9ノルド(12 - 13m)。
リヴリアのものと違い頭部にコクピットが配され、銃座は両肩に配置されている。白兵戦用に大型の斧を装備している機体もある。
ベリファ
コスマーで発掘されたザーフレン軍の超大型アーマー。全長200ノルド(300m)以上。
飛行能力こそ無いものの、強力な光線兵器と噴進弾を有し、対リヴリア攻略の露払い役として進軍する。リヴリア軍は核兵器をアーマーにくくりつけてベリファに取り付かせ、有線自爆させる特攻によりベリファの下半身を損傷させたものの破壊にはいたらなかった。その後は上半身だけで無理やり進軍を続けた。
有視界操縦のための窓が無く、他のアーマー同様に光学的に外部をモニターする機器も機能しないため、シーカーと呼ばれる超能力者を複数搭乗させ、彼等の能力によって外部の映像を投影して操縦する。シーカーには多大な負担がかかるためシーカーとして使役された者は使い捨てにされており、常に補充が必要とされている。
リボー
ゲラン城内の湖に隠された最終兵器。全長133ノルド(200m)。
脚部は無く空中を滑空し移動する。各種のミサイル兵装を備え、その中には中性子ミサイル弾頭などの戦略兵器も存在していた。高い対ビーム防壁を有しベリファの斉射攻撃にもびくともしなかった。
操縦者との有機的リンクによるマンマシンインタフェース（操縦者をサイボーグのように変質させ融合する）を理由とする優れた機動性を持っているが、同時に操縦者の潜在意識を暴走させ、敵味方の区別も無く破壊行動を開始してしまうという欠陥を持っていたため、数体製造されたのちに製造中止となった機体である。
5・6話でペリオンが搭乗した。
オーガス02
軌道エレベータの中で大尉が100年かけて制作した高性能アーマー。全長約10ノルド(15m・人型時)。
変形機能、ビーム兵器、完全稼動する電子兵装と、02の世界においては飛びぬけた性能を誇り、6発搭載のミサイルはリボーの腕を破壊できる威力を持つ。
オーガスの名を冠し人型形態時のシルエットも似てはいるが、フライヤー形態はナイキックに近い。また、オーガス2（オーガス・ツー）とも呼称されるが、前作に登場したオーガスIIとは異なる。
3から5話で大尉が、視力を失ったリーンとナタルマが6話で搭乗した。
大尉によって始動した時空振動弾によって、すべてのアーマーは作中世界から消えたが、当該機だけはこの世界で作られた部分が残存しリーンたちによって欠損部位（主に電子装備類部分）を既存品で補い修復した物で飛行テストを行っていることが小説版で描かれている。
シャンガル21型飛行艇
リーンたちが1話で乗り込んだアーマー輸送機。02の世界ではジェットエンジンやターボプロップエンジンは実用化されておらず、未だレシプロエンジンとプロペラによる推進手段が主流となっている。
ゾーンのロボ
軌道エレベーター周辺に存在するロボット群。前作のムーのロボットの生き残りであり、転移前のエレベーター死守の命令を今もなお忠実に守り、近づく者全てを排除しようとする。

### スタッフ（オーガス02）
- 企画 - 大西良昌、渡辺繁
- 監督・ストーリー原案 - 高山文彦
- 脚本 - 関島眞頼、山口宏、岸野裕司
- デザインワークス - 森木靖泰
- キャラクターデザイン - 川元利浩（原案 - 美樹本晴彦）
- メカニックデザイン - 阿部邦博
- デザイン協力 - 橋本敬史
- メカニックデザインコンセプト協力 - スタジオぬえ
- 設定協力 - 前田真宏
- 美術監督 - 小林七郎
- 撮影監督 - 高橋明彦・中條豊光（1 - 5話）、宇津畑隆・笹野進一（6話）
- 音響監督 - 本田保則
- 音楽 - ヒカシュー（1 - 4話）、Torsten Rasch（5 - 6話）
- プロデューサー - 寺田将人、大西由芽、井口亮、神田浩武
- 制作 - ヒーロー、J.C.STAFF
- 製作 - バンダイビジュアル、ビックウエスト、毎日放送、小学館

### 主題歌（オーガス02）
オープニングテーマ
『不思議をみつめて』（1話 - 4話）
作詞・歌 - 巻上公一 / 作曲 - 坂出雅海 / 演奏 - ヒカシュー
『宇宙で見た夢』（5話 - 6話）
歌 - 上田浩恵
作曲 - トルステン・ラッシュ
エンディングテーマ
『ブラックボックス』（1話 - 4話）
作詞・歌 - 巻上公一 / 作曲 - トルステン・ラッシュ
『旅人-Tabibito-』（5話 - 6話）
歌 - 上田浩恵
作曲 - トルステン・ラッシュ

### 各話リスト（オーガス02）
| 話数  | サブタイトル                            | 絵コンテ              | 演出     | 作画監督                   |
| ----- | --------------------------------------- | --------------------- | -------- | -------------------------- |
| 第1話 | 愚か者の選択 (OPTIONS FOR THE FOOL)     | 高山文彦              | 岡尾貴洋 | 西井正典 阿部邦博          |
| 第2話 | 危険を冒す者 (RECKLESS MAN)             | 高山文彦              | 岡尾貴洋 | 西井正典 筱雅律 桐生雅則   |
| 第3話 | 逃亡者 (GET AWAY)                       | 高山文彦              | 岡尾貴洋 | 西井正典 阿部邦博          |
| 第4話 | 捜索者 (UNEXPECTED RESCUE)              | 友田政晴 高山文彦     | 玉田博   | 筱雅律 桐生雅則            |
| 第5話 | 破壊する者 (SUPREME TYRANT)             | クドウヒロキ 高山文彦 | 岡尾貴洋 | 菊池聡延 阿部邦博          |
| 第6話 | 明日を望む者 (SAY GOOD-BY TO YESTERDAY) | 高山文彦              | 玉田博   | 菊池聡延 橋本敬史 阿部邦博 |

### 小説
1994-1996年にかけて、小学館より小説版全4巻が発売された。
- スーパークエスト文庫『超時空世紀オーガス02』 山口宏、木川明彦、両著。

### 海外版
マンガ・エンターティメント（Manga Entertainment）社による英語版、セレクタ・ビシオン社によるスペイン語版、Polygram Video社によるイタリア語版が順次VHSビデオテープやレーザーディスクの媒体で当時発売された。
※本作のBlu-rayソフトについては#ビデオソフトの節を参照のこと。
なお、マンガ・エンターティメント社版のみ、「アーマー」に当たる用語が「デシメーター」（"Decimators"）となっている。これは、古代ローマの軍隊で大量に殺人を実行可能な兵器を意味する語であって、原意はラテン語で『10人殺す毎に、1人を巻き添えにして殺す』ような大量殺戮兵器を意味する語である。